# Sorex dispar
Espèce
Statut de conservation UICN

 LC  : Préoccupation mineure
Sorex dispar, la Musaraigne longicaude, Musaraigne à longue queue ou Musaraigne des Appalaches,, est une petite espèce d'insectivore de la famille des Soricidés. On retrouve cette musaraigne en Amérique du Nord au sud-est du Canada et à l'est des États-Unis. Elle est de couleur gris ardoise.

## Caractéristiques
La Musaraigne longicaude est de couleur gris ardoise à l'année longue. Elle a une longueur totale de 12 à 13 cm incluant une queue de 5,5 à 6,2 cm de long. Ses pieds mesurent entre 14 et 15 mm. Les individus adultes ont un poids se situant entre 3,5 et 8,3 g. Les mâles sont légèrement plus gros que les femelles. Elle se distingue de la Musaraigne de la Gaspésie par son pelage plus foncé et moins gris ainsi que de la Musaraigne cendrée et de la Musaraigne fuligineuse par ses vibrisses plus longues.
La longévité de la Musaraigne longicaude peut atteindre 18 mois.

## Reproduction
La période de reproduction de la Musaraigne longicaude débute à la mi-avril et se termine en septembre. Ses portées comprennent jusqu'à cinq petits.

## Alimentation
L'alimentation de la Musaraigne longicaude est principalement composée d'acariens, de centipèdes et d'insectes.

## Répartition et habitat
L'aire de répartition de la Musaraigne longicaude comprend le sud du Québec près de la frontière américaine et l'est du Nouveau-Brunswick au Canada ainsi qu'à partir du Maine jusqu'au sud de la Virginie-Occidentale et à l'est du Tennessee aux États-Unis.
On la retrouve dans les terrains montagneux et accidentés des forêts de conifères. Elle se trouve généralement dans les tas de pierres, les crevasses et entre les rochers recouverts d'humus. En fait, elle passe la grande partie de son temps dans des galeries creusées dans l'humus.

#### Ouvrage
- Jacques Prescott et Pierre Richard, Mammifères du Québec et de l'est du Canada, Waterloo (Québec), Éditions Michel Quintin, 2004, 400 p. (ISBN 2-89435-270-0)